# Kalna (Crna Trava)
Pour les articles homonymes, voir Kalna.
Kalna (en serbe cyrillique : Кална) est un village de Serbie situé dans la municipalité de Crna Trava, district de Jablanica. Au recensement de 2011, il comptait 88 habitants.

## Démographie
| 1948 | 1953 | 1961 | 1971 | 1981 | 1991 | 2002 | 2011 |
| ---- | ---- | ---- | ---- | ---- | ---- | ---- | ---- |
| 826  | 817  | 885  | 720  | 441  | 217  | 147  | 88   |

|  |